# Festa delle luci
La festa delle luci (fête des lumières in francese, ma anche fête du 8 décembre, ovvero "festa dell'8 dicembre", o ancora Illuminations, ovvero "illuminazioni") è una manifestazione popolare che si tiene a Lione, in Francia ogni anno per 4 giorni intorno alla data tradizionale dell'8 dicembre.

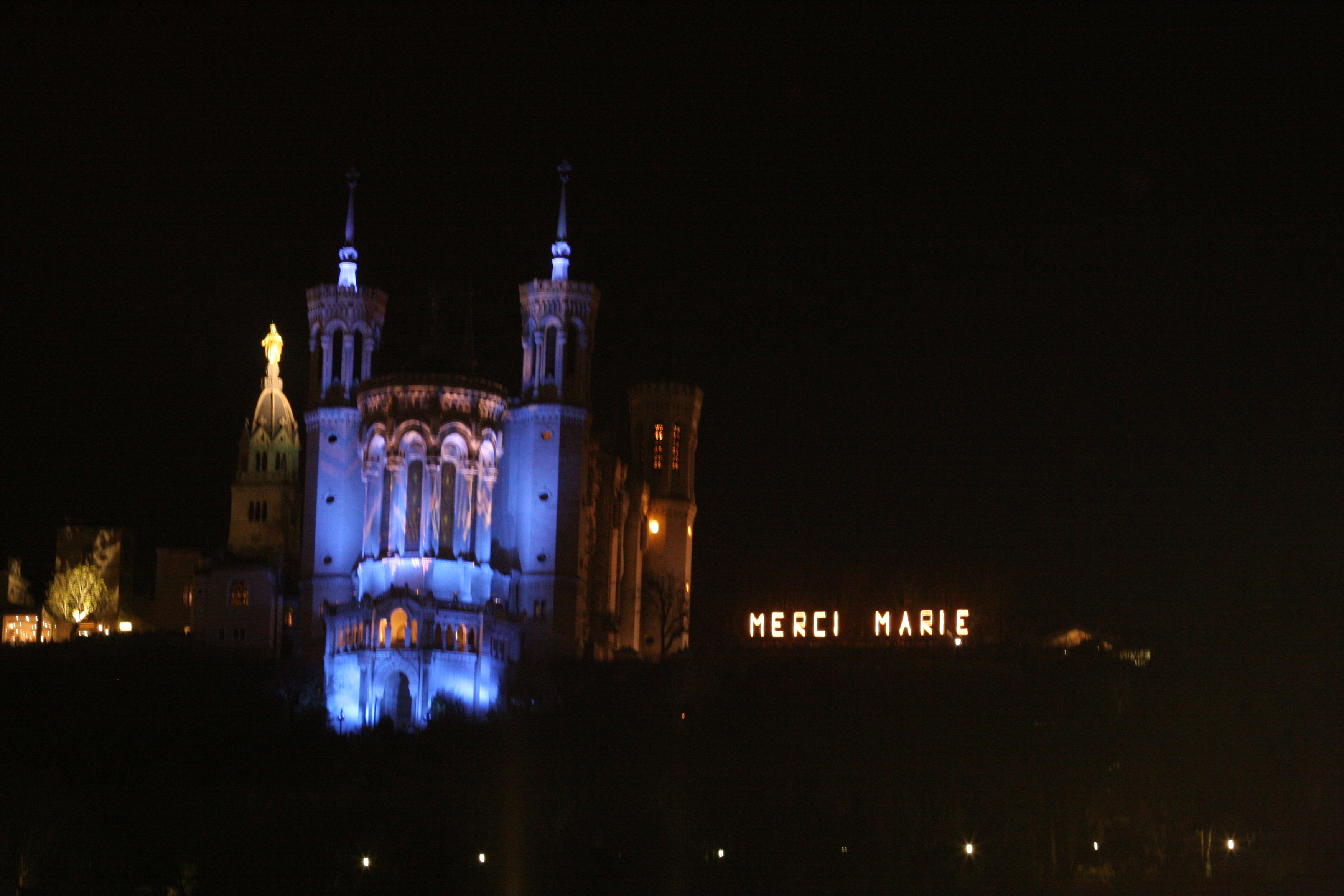
La basilica di Notre-Dame de Fourvière

## Storia

### Origine della venerazione della Vergine Maria
La città di Lione venera la Vergine Maria sin dal Medioevo e si mise sotto la sua protezione nel 1643, anno nel quale la regione Lionese era stata toccata dalla peste. Tanta gente morì, allora i consiglieri della città (échevin in francese) e i notabili fecero voto alla Vergine di salire ogni anno sulla collina di Fourvière per renderle omaggio se fosse cessata l'epidemia. Quell'anno l'epidemia si fermò a Lione e un solenne corteo municipale composto da consiglieri e notabili si recò dalla cattedrale di Saint-Jean (Lione) alla collina di Fourvière fino ad una piccola cappella per offrire alla Vergine ceri e offerte per ringraziarla della sua protezione. La cappella fu costruita nel 1168 e fu chiamata Cappella Saint-Thomas di Cantorbery dopo la morte dell'arcivescovo. I pellegrinaggi si moltiplicarono e la cappella, pur essendo stata ampliata, diventò troppo piccola. I pellegrinaggi continuano ancora oggi, infatti, il sindaco e gli eletti vi si recano ogni anno per ripetere il voto dei consiglieri dell'epoca.

### Prime illuminazioni dell'8 dicembre
Nel 1830 il campanile della piccola cappella, andando in rovina, fu demolito. Ne fu ricostruito uno sul quale fu sovrastata una statua dorata della Vergine realizzata dallo scultore Joseph-Hugues Fabisch che aveva vinto il concorso per la sua costruzione. L'8 settembre del 1852, giorno della festa della natività di Maria, doveva essere inaugurata la nuova statua. Ma un'alluvione della Saône impedì che la statua fosse pronta in tempo e la data dell'inaugurazione venne spostata all'8 dicembre, festa dell'Immacolata concezione. La statua fu finalmente eretta sul campanile. Per la cerimonia erano previsti fuochi d'artificio dall'alto della collina accompagnati dalle fanfare delle bande musicali nelle strade. Ma a causa di un violento temporale che si abbatté su Lione, si decise di annullare i festeggiamenti. Il tempo tuttavia migliorò nel pomeriggio e, spontaneamente, i lionesi, in segno della loro adorazione alla Vergine, illuminarono con lampioncini le facciate delle proprie case e scesero nelle strade, cantando cantici e gridando "Viva Maria" fino a tarda notte. Quell'evento è all'origine della Festa delle luci.
Nel 1870, durante la guerra franco-prussiana, i lionesi fanno il voto di ampliare il santuario se la città fosse risparmiata dagli eserciti prussiani. La loro preghiera fu esaudita e nel 1872 fu cominciata la costruzione dall'architetto Pierre Bossan della basilica di Notre-Dame de Fourvière alla gloria della Vergine. Pierre Bossan ha voluto costruire un monumento che esprimesse la grandezza della fede, in particolare la fede potente della Vergine Maria.

## Proseguimento della tradizione

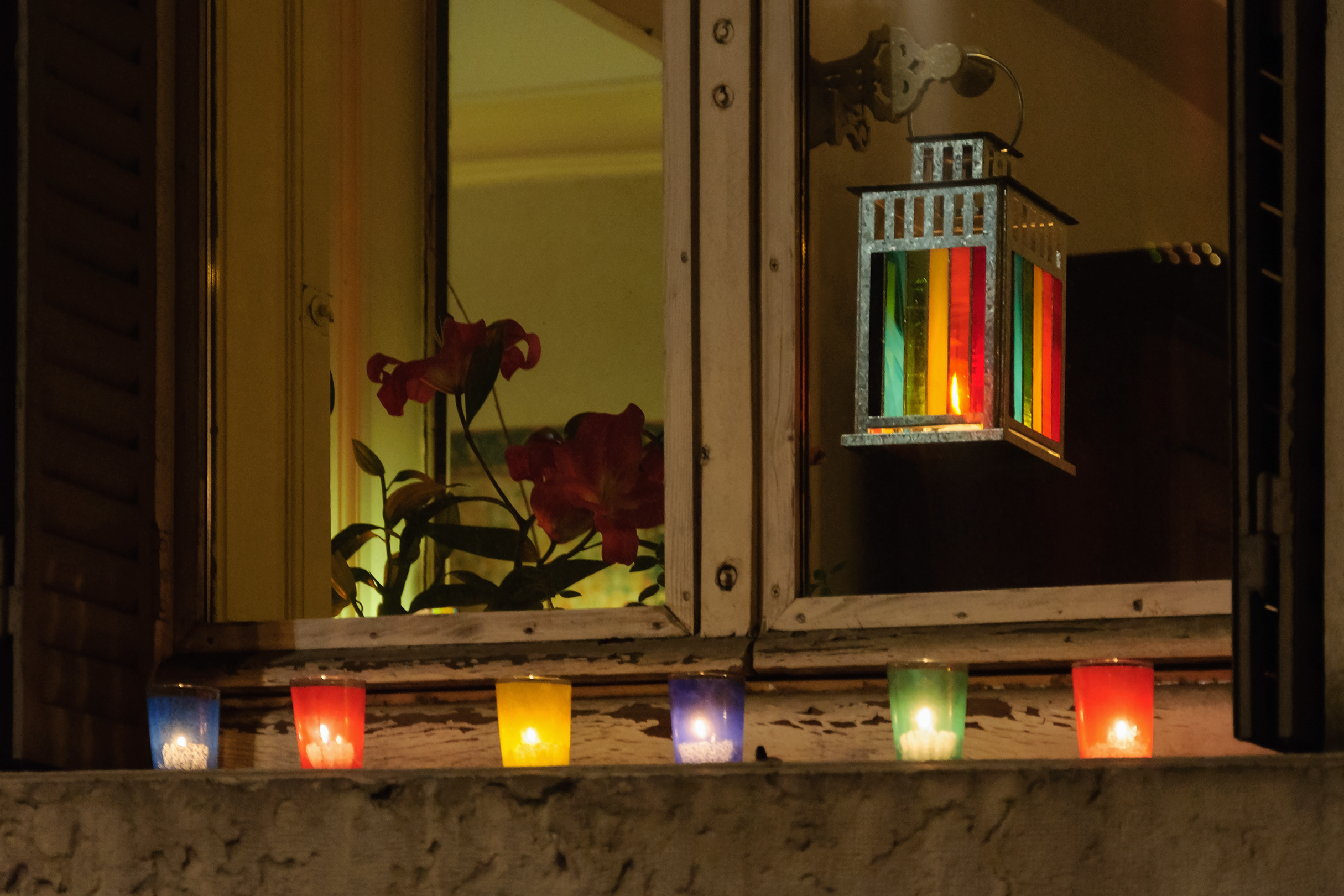
Lumignons al davanzale

Dopo il 1852 la festa fu tenuta ogni anno. Secondo la tradizione ogni famiglia conserva, insieme alle decorazioni di Natale, le candele da mettere alla finestra dentro vetri colorati per l'8 dicembre. Questi vetri colorati e illuminati dalle candele sono chiamati, in francese, lumignons. A partire dal mese di novembre si possono trovare nei negozi queste piccole candele scanalate come torte insieme a vetri colorati. La sera dell'8 dicembre le candele sono accese e messe nei vetri posati davanti alle finestre.
A partire dal 1989 la festa popolare è accompagnata da installazioni luminose proposte dal comune e curate da professionisti dello spettacolo, che si prolungano per più giorni. Questo spettacolo di luci ha fatto sì che la festa divenisse anche un'attrazione turistica, che attira numerosi visitatori ogni anno, pur mantenendo il suo carattere spontaneo e popolare grazie all'illuminazione delle facciate dei lionesi.
La festa ha assunto un carattere sempre più internazionale, con la partecipazione di nomi illustri dell'illuminazione artistica. La sua durata si è allungata a quattro giorni e le scenografie e gli spettacoli di luce si sono diffusi in tutti i quartieri della città, in ambientazioni tradizionali o insolite. Il 29 marzo del 2007 la festa ha ottenuto il premio per il "migliore evento per il grande pubblico nel 2006" nella prima edizione del premio di Heavent Sud, la fiera dei professionisti degli eventi.
Nel 2012 Lione ha festeggiato la 14ª edizione della festa delle luci. 70 siti sono stati aperti al pubblico e la città ha visto un record di affluenza con 700 000 persone durante i 4 giorni allo spettacolo delle Chrysalides alla cattedrale di Saint-Jean e 1,1 milione di spettatori per Highlights in piazza dei Terreaux.
L'edizione del 2015 fu annullata per ragioni di sicurezza, in seguito agli attentati del 13 novembre 2015 a Parigi e dintorni.
In seguito la festa continuò ad attrarre sempre più visitatori, con circa 1,8 milioni di presenze per l'edizione 2019.
L'edizione 2020 fu annullata a causa della pandemia di Covid-19.